# Anna Olsson
Anna Bünning Olsson født 16. november 1988 er en dansk atlet som er medlem af Sparta Atletik.
Olsson er opvokset i Portugal, hvor hun i 2007 dukkede op på den danske atletikscene ud af ingenting. Hun har boet det meste af sit liv i Portugal, hvor hendes dansk-svenske forældre stadig bor. Hun flyttede for nogle år siden til Danmark for at studere i København.
Olsson deltog ved inde-EM 2009 i Torino på 60 meter, hvor hun med tiden 7,70 blev nummer syv i sit indledende heat.

## Danske mesterskaber
Denne liste er ufuldstændig; hjælp gerne med at udfylde den.
- Guld 2013 100 meter
- Guld 2013 60 meter indendørs
- Guld 2013 4 x 200 meter-inde 1,42,01
- Sølv 2012 200 meter
- Guld 2012 100 meter
- Sølv 2011 100 meter
- Guld 2011 200 meter
- Guld 2011 60 meter indendørs
- Guld 2011 200 meter indendørs
- Sølv 2011 4 x 200 meter-inde 1,46,28
- Guld 2010 100 meter
- Guld 2010 200 meter
- Guld 2010 4 x 100 meter
- Guld 2010 4 x 400 meter
- Guld 2010 60 meter indendørs
- Guld 2010 200 meter indendørs
- Sølv 2010 4 x 200 meter indendørs
- Guld 2009 60 meter indendørs
- Guld 2008 100 meter
- Guld 2008 200 meter
- Sølv 2008 4 x 100 meter
- Guld 2008 4 x 400 meter
- Guld 2008 60 meter indendørs
- Sølv 2007 100 meter
- Sølv 2007 200 meter

## Personlige rekorder
- 100 meter: 11.92 (+0.8) Viseu, Portugal 28.juni 2009 / 11,78 (+4.4) Seixal, Portugal – 25. juli 2009
- 200 meter: 24.41 (+1.4) ECUP kval, Østerbro Stadion 4. juni 2010 / 24,29 (+3.0) Lisboa, Portugal - 8. juli 2012
- 300 meter: 39.85 Tårnby 1. maj 2010
- Længdespring: 5.44 (+0.1) Tårnby 7. maj 2011
- 60 meter -inde: 7,61 Malmø 31. januar 2009
- 200 meter – inde: 24.90 Göteborg 2. februar 2013